# Аль-Хаффа (район)
Аль-Хаффа (араб. منطقة الحفة) — район (мінтака) у Сирії, входить до складу провінції Латакія. Адміністративний центр — м. Аль-Хаффа.
Адміністративно поділяється на 5 нохій:
- Аль-Хаффа-Центр
- Слінфа
- Айн-аль-Тіна
- Кінсабба
- Музайраа

| Сирія | Це незавершена стаття з географії Сирії. Ви можете допомогти проєкту, виправивши або дописавши її. |